# Zamarada aequilumata
Zamarada aequilumata là một loài bướm đêm trong họ Geometridae.